# مدار مجتمع ۲٫۵ بعدی
مدار مجتمع ۲٫۵ بُعدی (به انگلیسی: 2.5D integrated circuit) یا آی‌سی ۲٫۵ بُعدی یک فنون بسته‌بندی پیشرفته است که چندین دای مدار مجتمع را در یک بسته تک بدون انباشتن آنها در یک مدار مجتمع سه‌بُعدی (3D-IC) با میان‌راه ازمیان-سیلیکون (تی‌اس‌وی) ترکیب می‌کند. اصطلاح «۲٫۵بُعدی» زمانی به وجود آمد که آی‌سی‌های سه‌بُعدی با تی‌اس‌وی کاملاً جدید و هنوز بسیار دشوار بودند. طراحان تراشه متوجه شدند که بسیاری از مزایای یکپارچه‌سازی سه‌بُعدی را می‌توان با قرار دادن دای‌های لُخت در کنار هم روی یک میان‌نهادنده به‌جای چیدن آنها به صورت عمودی، تقریب زد. اگر گام بسیار خوب و میان‌هابند بسیار کوتاه باشد، مجموعه را می‌توان به عنوان یک جزء با اندازه، وزن و ویژگی‌های توان‌الکتریکی بهتر نسبت به یک مجموعه برد مدار چاپی ۲ بُعدی قابل مقایسه بسته‌بندی کرد. این مجتمع‌سازی سه‌بُعدی در نیمه‌راه به شکلی ظاهری «۲٫۵بُعدی» نامگذاری شد و نام آن ماندگار شد. از آن زمان، ۲٫۵بُعدی ثابت کرده است که بسیار فراتر از «نیمه‌راه به‌سمت سه‌بُعدی» است. برخی از مزایا:
- یک میان‌نهادنده می‌تواند از یکپارچه‌سازی ناهمگن پشتیبانی کند - یعنی دای‌هایی با گام، اندازه، ماده و گره فرآیندی متفاوت.[۵]
- قراردادن دای‌ها در کنار هم به‌جای چیدن روی‌هم باعث کاهش تجمع گرما (گرما اندوزی) می‌شود.[۶]
- به‌روزرسانی یا ارتقاء یک مجموعه ۲٫۵ بُعدی به آسانی با تعویض یک جزء جدید و تغییر دادن میان‌نهادنده مناسب است. بسیار سریعتر و ساده‌تر از کار مجدد یک آی‌سی ۳ بُعدی یا سامانه روی تراشه (SoC).

برخی از مجموعه‌های پیچیده ۲٫۵ بُعدی حتی تی‌اس‌وی و اجزای سه‌بُعدی را در خود جای داده‌اند. اکنون چندین کارخانه ریخته‌گری از بسته‌بندی ۲٫۵ بُعدی پشتیبانی می‌کنند. موفقیت مونتاژ ۲٫۵ بُعدی باعث پیدایش «تراشک‌ها» شده است - بلوک‌های مدار کوچک و عملکردی که برای ترکیب شدن به روش ترکیب-و-هماهنگ (به انگلیسی: mix-and-match) در میان‌نهادنده‌ها طراحی شده‌اند. چندین محصول پیشرفته در حال حاضر از این تراشک‌های سَبک-لگو بهره می‌برند. برخی از کارشناسان ظهور یک بوم‌سازگان تراشک پَهن‌صنعت (به انگلیسی: industry-wide) را پیش‌بینی می‌کنند. میان‌نهادنده‌ها می‌توانند بزرگتر از اندازه تورَک (به انگلیسی: reticle) باشند که حداکثر مساحتی است که می‌تواند توسط اسکنر فوتولیتوگرافی یا استپر نمایش داده شود.